# Manuel Barba y Roca
Manuel Barba y Roca  (Villafranca del Panadés, provincia de Barcelona, 20 de octubre de 1752-ibídem, 11 de febrero de 1824) fue un abogado, agrarista y benefactor español.

## Biografía
Natural de Villafranca del Panadés, siguió la carrera de Jurisprudencia en la Universidad de Cervera, en la que tomó los títulos de bachiller, licenciado y doctor. Durante la guerra de la Independencia, tomó parte muy activa en la defensa: asistió a la Junta Suprema como diputado por Villafranca del Panadés y después fue nombrado secretario del ramo de Gracia y Justicia de la superior del Principado.
Concluida la contienda, se retiró a Villafranca, donde trabajó en varias instituciones cuyo objetivo era contribuir al progreso moral e intelectual de aquella población. Elías de Molins cita en su Diccionario biográfico y bibliográfico de escritores y artistas catalanes del siglo XIX a su biógrafo en los siguientes términos:

[...] no le hacían descuidar otros medios como procurar la utilidad general. La física, la química, las matemáticas, las artes industriales, la maquinaria y singularmente la agricultura llamaron mucho su atención consideradas bajo aquel punto de vista. Obras y periódicos donde se publicasen las últimas invenciones o se controvirtiesen los principios de la economía social formaron una buena parte de su estudio y le estimular a difundir ideas interesantes y a dedicarse a la investigación de nuevos resultados.

Así, inventó, por ejemplo, una máquina para sacar agua que presentó ante la Real Academia de Ciencias Naturales y Artes de Barcelona, de la que era miembro. Dejó, asimismo, una disertación sobre el plantío de los árboles y algunos otros escritos de utilidad pública: llegó a obtener en Villafranca la formación del cardenillo y contribuyó a la plantificación de una de las primeras fábricas de hilados de algodón en aquella villa.
Falleció el 11 de febrero de 1824 en su localidad natal. Su nieto, Francisco Javier Llorens y Barba, llegaría a ser filósofo y catedrático.

## Obra
Leyó los siguientes textos:
- «Discurso sobre los pleitos» (1781)
- «Observaciones generales sobre el estado actual de la agricultura en Cataluña y medios de mejorarla» (1787)
- «Plantío de los árboles» (1789)
- «Memoria sobre una nueva máquina hidráulica para facilitar el riego de los campos» (1792)
- «Memoria sobre la nevada acaecida en la villa de Villafranca el día 1.º de marzo de 1796 y los efectos que de ella resultaron en los vegetales» (1796)
- «Memoria sobre los usos económicos del orujo de vinos» (1798)
- «Memoria sobre el modo de hacer el cardenillo con el orujo» (1802)
- «Memoria de las operaciones de la Junta de Caridad de Villafranca del Panadés en 1805» (1806)
- «Exámenes públicos en Villafranca del Panadés» (1816)